# Niechobrz
Niechobrz – wieś w Polsce położona w województwie podkarpackim, w powiecie rzeszowskim, w gminie Boguchwała.
W latach 1954–1972 wieś należała i była siedzibą władz gromady Niechobrz. W latach 1975–1998 miejscowość administracyjnie należała do województwa rzeszowskiego.
Miejscowość jest siedzibą parafii Matki Bożej Nieustającej Pomocy, należącej do dekanatu Boguchwała, diecezji rzeszowskiej.

## Geografia
Niechobrz to wieś leżąca około 3 km na południowy zachód od Rzeszowa. Wieś leży w kotlinie otoczonej wzniesieniami, z których najwyższe sięga 388 m n.p.m. Podobnie jak inne wsie tej gminy, Niechobrz leży na ciekawym geologicznie pograniczu Karpat Fliszowych i Zapadliska Podkarpackiego. Pozostałością dawnego morza mioceńskiego na terenie wsi są pokłady wapienne. Cenne są też znaleziska skamielin, m.in. żuchwy niedźwiedzia mioceńskiego.
| SIMC    | Nazwa           | Rodzaj    |
| ------- | --------------- | --------- |
| -\|062  | Dolny Niechobrz | część wsi |
| 0645079 | Górny Niechobrz | część wsi |
| 0645085 | Granice         | część wsi |
| 0645091 | Kąty            | część wsi |
| 0645100 | Radzielówka     | część wsi |
| 0645116 | Zapłocie        | część wsi |
| 0645122 | Zimna Woda      | część wsi |

## Historia
Nie wiadomo dokładnie, kiedy powstał Niechobrz. Wieś została założona prawdopodobnie w II drugiej połowie XIV wieku. Pierwsza zachowana wzmianka o Niechobrzu pochodzi z 1373 roku i występuje w dokumencie lokacyjnym sąsiedniej wsi Lutoryż, wystawionym 24 maja 1373 roku w Sanoku przez Władysława Opolczyka, wówczas namiestnika ziem ruskich, dla Jana Gołego ze Śląska. W chwili lokacji tej wsi istniała już Piotraszówka (od 1728 roku Boguchwała) oraz Niechobrz.
Początkowo miejscowość należała do możnego rodu Lelewitów Jarosławskich i Tarnowskich, prawdopodobnie trafiła w ich ręce jako wiano Sandochny ze Zgłobnia, która wyszła za mąż za Spytka z Tarnowa. W 1438 roku wieś była częścią klucza zgłobieńskiego, który składał się z wsi: Zgłobień, Nockowa, Wiśniowa, Niechobrz, Topolówka (Nosówka), Błędowa Zgłobieńska. W roku 1438 Niechobrz należał do kasztelanii krakowskiej, powiatu pilźnieńskiego, województwa sandomierskiego. Miejscowość nigdy nie należała do województwa ruskiego. Wisłok stanowił okresowo naturalną granicę z Rusią. Ze wspomnianą Sandochną spory majątkowe toczył jej wnuk – Jan Zgłobieński. Ostatecznie, po jej śmierci, w 1458 roku przejął on m.in. Zgłobień, Wolę Zgłobieńską, Niechobrz, Nockową i Wiśniową. W 1474 roku dobra przeszły w ręce Spytka Jarosławskiego, kasztelana krakowskiego. Jego córka Anna została wydana za mąż za Jana Odrowąża. Ich syn Stanisław Odrowąż w 1529 roku przejął dobra zgłobieńskie, w tym Niechobrz. W 1544 roku podzielił się tymi dobrami ze Spytkiem Wawrzyńcem Jordanem, a gdy ten zmarł nie pozostawiwszy syna, dobra przejęła jego żona Anna z Sieniawy. Po śmierci Anny dobra stały się własnością jej córki Elżbiety, żony Mikołaja Ligęzy herbu Półkozic. Ich synem był Mikołaj Spytek Ligęza, najwybitniejszy przedstawiciel tego rodu. Przejął on po śmierci matki, po 1612 roku klucz zgłobieński.
W regestrze poborowym województwa sandomierskiego z 1536 roku można znaleźć sporo danych o Niechobrzu. W tym czasie wieś należała do dóbr zgłobieńskich i należała po połowie do Stanisława Odrowąża, starosty samborskiego i Magdaleny jego ciotki, wojewodziny bełskiej. Żyło w niej 74 kmieci. Suma podatku wynosiła: 40 grzywien, 240 korców owsa, 160 kogutów, 80 serów, 8 kop jaj. Oprócz kmieci żyło 7 zagrodników, 10 komorników i dwóch rzemieślników. Opuszczonych było 9 łanów ziemi. Mieszkańcy Niechobrza odrabiali pańszczyznę na folwarku w Zgłobniu. We wsi był wójt, który jako swoje uposażenie miał folwark i dwa półanki. Do tego uposażenia należało 7 zagrodników płacących po 8 groszy, oraz 2 karczmy płacące po 9 grzywien. Wójt posiadał też młyn, jak też dwa stawy rybne. Już na przełomie XIV i XV wieku, Niechobrz znany był jako miejsce gdzie wydobywano kamień mioceński, szczególnie poszukiwany przez artystów pracujących na potrzeby rzeźbiarskiej sztuki sakralnej. Z 1589 roku pochodzi pierwsza wzmianka o istniejącym tutaj piecu do wypalania wapna. Na tzw. Libówce kamień wapienny wydobywano do II wojny światowej, sporadycznie także później. Z tamtych czasów zachowały się ślady kamieniołomów i nazwy terenowe: „Piecowiska”, „Na Piecach” – wskazujące gdzie dawniej wydobywano bądź wypalano wapień. W pierwszej połowie XV wieku byli w Niechobrzu płóciennicy z własnym blechem pracujący na rzecz odbiorców w Rzeszowie. Niechobrz oraz Zgłobień w XV wieku prawdopodobnie należały do parafii w Nockowej. Dopiero w 1595 roku wraz z wybudowaniem świątyni pod wezwaniem św. Andrzeja utworzyły autonomiczną organizację parafialną z siedzibą w Zgłobniu. W jej skład wchodziła Wola Zgłobieńska oraz Niechobrz. Na początku zaś XVI wieku wieś z dwoma karczmami, młynem i kilkoma sadzawkami należała do parafii w Zabierzowie. W połowie XVI wieku wieś zmieniła nazwę na – Niechoprz. Na rozwoju gospodarczym wsi w XVII wieku zaważyły liczne wojny i najazdy, które dotknęły te okolice w XVII i I połowie XVIII wieku. W 1624 roku dotarł w te strony wielki, szczególnie niszczycielski najazd tatarski po wodzą Kantymira Murzy. W 1652 roku nawiedziła te okolice niezwykle groźna dżuma. Gdy zwalił się na Polskę potop szwedzki w latach 1655–60, okolicom tym szczególnie dały się we znaki wojska księcia siedmiogrodzkiego Jerzego II Rakoczego.
Na przełomie XVII i XVIII wieku właścicielami wsi stali się Lubomirscy, którzy sprawnie administrowali dobrami niechobrzskimi, co przynosiło im stałe i duże zyski. W 1753 roku syn Jerzego Ignacego Lubomirskiego – Teodor Hieronim Lubomirski wydzierżawił Niechobrz, Zabierzów, Kielanówkę i Racławówkę Franciszkowi Moszczeńskiemu kapitanowi gwardii konnej koronnej, a w 1758 roku Józefowi Cieszanowskiemu podstaroście grodzkiemu w Sanoku. W okresie tym istniały we wsi trzy karczmy: w środku wsi, w Libówce i we Wróblówce. W XIX wieku klucz niechobrzański kupiła rodzina Skrzyńskich. Franciszek Borgiasz Skrzyński oprócz tego klucza posiadał majątek w Zwięczycy, gdzie mieszkał. W marcu 1817 roku synowie spadkobiercy Franciszka Borgiasza – Feliks, Erazm i Ferdynand zawarli umowę, na mocy której Niechobrz, Zabierzów, Zgłobień i Racławówka przypadły w 1855 roku Erazmowi Skrzyńskiemu. Pod koniec XIX właścicielem wsi był baron Christiani Kronwald a później Irena Dolańska.
Na początku XX wieku własność folwarczna w Niechobrzu obejmowała 585 mórg lasu, 225 mórg roli, 60 mórg łąk i pastwisk. Około 1903 roku folwark w Niechobrzu przejęło Towarzystwo Kredytowe Ziemskie z Krakowa. W połowie XIX wieku Niechobrz był rozległą i ludną wsią, liczył około 1800 mieszkańców. W południowo-wschodniej części wsi płynął potok Mogielnica, nad którym rozciągały się pola i łąki o tejże nazwie. Przez północną część Niechobrza przepływał potok Radzielówka wpadający na granicy z Racławówką do Rzeki Zgłobieńskiej. Południową i południowo-zachodnią część Niechobrza porastały lasy: Wielki Las i Poręby. Drewniana zabudowa wsi rozciągała się wzdłuż drogi biegnącej doliną potoku Niechobrzka, oraz wzdłuż drogi biegnącej do Czudca. Zabudowę rozproszoną spotkać można było również pod lasem w południowo-zachodniej części wsi, nad potokiem Zimna Woda. W północno-wschodniej części Niechobrza usytuowany był zespół dworski. Był on położony u ujścia Niechobrzki do Rzeki Zgłobieńskiej, na północ od skrzyżowania dróg, w pobliżu granicy z Racławówką. W skład zespołu wchodziło 6 budynków murowanych i trzy drewniane. Od północnego zachodu prowadziła do niego aleja wysadzana drzewami liściastymi. Obok budynków rozciągał się niewielki ogród warzywny i sad. W połowie XIX wieku w Niechobrzu funkcjonowała duża, murowana karczma usytuowana przy głównej drodze prowadzącej przez wieś. Znajdowała się ona we wschodniej części wsi, blisko zespołu dworskiego. Na terenie Niechobrza znajdowały się jeszcze dwie karczmy – obie drewniane. W zachodniej części wsi, w tzw. Wielkim Lesie usytuowana była drewniana leśniczówka. Znajdowała się ona w pobliżu drogi prowadzącej przez ten las do Czudca. Obok niej wybudowane były dwa drewniane budynki gospodarcze. W połowie XIX wieku w Niechobrzu w kilku miejscach spotkać można było ściany skalne (odkrywki kamienia), skąd eksploatowano kamień. Wszystkie te miejsca znajdowały się w południowo-zachodniej części miejscowości. W latach 80. XIX wieku Niechobrz miał kasę pożyczkową gminną z kapitałem 751 złotych, udzielającą umiarkowanego kredytu rolnikom.
W 1890 roku w okresie autonomii galicyjskiej powstała jednoklasowa szkoła, której Krajowa Rada Szkolna nadała imię Władysława Jagiełły.
Do 1910 roku szkoła mieściła się w wynajmowanych pomieszczeniach. W 1910 roku z inicjatywy bogatych mieszkańców wsi wybudowany został piętrowy budynek. Pracujący w szkole nauczyciele mieli kłopoty z jej wyposażeniem w pomoce i sprzęt. Sytuacja materialna szkoły uległa poprawie w roku 1930, kiedy kierownikiem szkoły został Józef Patryń – wielki działacz na rzecz wsi. Znakiem dawnej świetności jest zabytkowy dziś budynek z 1903 roku. W pierwszych latach XX wieku powstała druga szkoła, imienia Królowej Jadwigi. Około 1904 r. młodzież szkolna założyła teatr włościański, który do 1908 r. wystawiał spektakle w miejscowej szkole. Odgrywano m.in. przedstawienia: „Żyd w beczce” oraz „Stanisław Kostka”. W roku 1907 powstało kółko rolnicze, które uchodziło za jedno z najlepiej zorganizowanych w powiecie rzeszowskim. Jeszcze przed I wojną światową w 1908 r. powstało na terenie wsi Towarzystwo Szkoły Ludowej z biblioteką, która liczyła 201 woluminów i miała 100 czytelników. W 1925 roku powstała Straż Pożarna, późniejszy wielokrotny medalista zawodów międzynarodowych.
Na przełomie lat 40. i 50. Niechobrz stał się obiektem zainteresowania archeologów i innych badających przeszłość m.in. Stanisław Kadyi ogłosił w fachowej prasie swe znaleziska z Niechobrza. W 1931 roku wieś była zamieszkiwana przez 2932 osoby. Wśród licznych rodów występowały takie nazwiska jak: Bacie, Chmielowie, Stachowicze, Rzepki, Sikory oraz Kalandyki. W 1938 roku kierownik szkoły Józef Patryń założył w „dolnym” Niechobrzu polową cegielnię z myślą dostarczenia materiału budowlanego miejscowej ludności. Wybuch wojny przeszkodził w jej rozwoju, a nawet doprowadził do jej likwidacji. W 1948 roku powstała nowa cegielnia związkowa w „górnej” części Niechobrza, powstał też młyn walcowy. W 1947 roku rozpoczęto budowę gościńca, który poprowadzony został przez środek wsi. Według kroniki parafialnej wieś liczyła w 1947 roku 700 rodzin (około 3000 mieszkańców). Ludność w tym okresie zajmowała się głównie rolnictwem, ale niektórzy opuszczali wieś i udawali się do pracy w fabrykach: tj. Zakładach Porcelany w Boguchwale oraz Państwowych zakładach lotniczych w Rzeszowie. W 1948 roku w Niechobrzu erygowano samodzielną parafię, wydzieloną z parafii Zgłobień. W chwili obecnej w środowisku łowieckim znane jest koło Łowieckie „Rogacz” powstałe w 1972 roku. Jednak najwięcej ludzi odwiedza Niechobrz za sprawą Sanktuarium N.M.P. Nieustającej Pomocy. Wybudowano go w latach 1969-71, zaś 13. IX. 1987 r. dokonano koronacji obrazu Matki Bożej Nieustającej Pomocy. W 1992 r. odbyło się w Niechobrzu „Ogólnopolskie Sympozjum poświęcone Rodzinie”.
W Niechobrzu urodził się Mieczysław Roman – pułkownik ludowego Wojska Polskiego.